# Ash Ra Tempel
Az Ash Ra Tempel egy experimental (kísérletezős) német rock együttes volt. 1970-ben alakultak meg Berlinben. Space rockot, krautrockot, ambient zenét, pszichedelikus rockot, elektronikus rockot játszottak. Lemezkiadóik: Ohr Records, Virgin Records, Komische, King, Cleopatra Records és Spalax Records. 1976-ban feloszlottak. 2000-től 2001-ig megint együtt voltak, 2001-ben véglegesen feloszlottak. 

## Tagok
- Manuel Göttsching - gitár, szintetizátor, éneklés (1970-1976, 2000-2001)
- Harmut Enke - basszusgitár, gitár, szintetizátor (1971-1973, 2005-ben elhunyt)
- Klaus Schulze - dobok, szintetizátor, éneklés (1971, 1972-1973, 2000-2001)
- Wolfgang Müller - dobok, ütős hangszerek (1972)
- Rosi Müller - éneklés (1976)

## Diszkográfia

### Stúdióalbumok
- Ash Ra Tempel (1971)
- Schwingungen (1972)
- Seven Up (1972)
- Join Inn (1973)
- Starring Rosi (1973)
- Le Barceau de Cristal (soundtrack album, 1975)
- New Age of Earth (1976)
- Blackouts (1977)
- Correlations (1979)
- Belle Alliance (1980)
- Walkin' the Desert (1989)
- Tropical Heat (1991)
- Friendship (2000)

## Egyéb kiadványok
- The Best of the Private Tapes (1998, válogatáslemez)
- Schwingungen/Seven Up (1998, a második és harmadik nagylemez együtt)
- Join Inn/Starring Rosi (1998, a negyedik és ötödik nagylemez együtt)
- Gin Rosé: at the Royal Festival Hall (koncertlemez, 2000)